# Уилсънова вълнолюбка
Уилсъновите вълнолюбки (Oceanites oceanicus), наричани също пъстрокраки вълнолюбки, са вид птици от семейство Вълнолюбкови (Hydrobatidae).
Гнездят по бреговете на Антарктика през лятото на Южното полукълбо, а през останалата част на годината живеят в морето, достигайки северните части на Атлантическия и Индийския океан. Достигат 16-18 сантиметра дължина и размах на крилете 38-42 сантиметра. Хранят се с планктон, който намират по водната повърхност.